# Helena Blach Lavrsen
Pour les articles homonymes, voir Blach.
Helena Blach Lavrsen, née le 7 juin 1963, est une curleuse danoise. 
Elle remporte la médaille de bronze aux Jeux olympiques d'hiver de 1998 à Nagano. Elle est vice-championne du monde (1998) et championne d'Europe (1994).
En 2003 elle participe à Big Brother VIP au Danemark.